# Concilio di Parigi (361)
Il primo concilio di Parigi si tenne nel 361 a Parigi sotto la presidenza del vescovo di Poitiers, sant'Ilario, e condannò l'arianesimo e i suoi sostenitori.

## Descrizione
In quell'anno Giuliano divenne ufficialmente Imperatore romano e rese alle Chiese cristiane tutte le libertà religiose, senza distinzione di dogma. I vescovi esiliati rientrarono nelle loro sedi. Ilario di Poitiers, principale oppositore delle tesi ariane, sostenute in Gallia dal vescovo di Arles Saturnino, riuscì a organizzare un concilio a Parigi, presieduto da lui stesso. Egli fece condannare l'arianesimo e scomunicare Saturnino.
Secondo la tradizione, questo concilio si tenne nella cappella di San Clemente, oggi non più esistente, in prossimità dell'attuale Chiesa di San Medardo..